# Église Saint-Julien-et-Sainte-Basilisse de Terrats
Pour les articles homonymes, voir église Saint-Julien-et-Sainte-Basilisse.
L'église Saint-Julien-et-Sainte-Basilisse de Terrats est une église romane  située à Terrats, dans le département français des Pyrénées-Orientales.